# Trauma Center: Second Opinion
Trauma Center: Second Opinion, conocido en Japón como Caduceus Z: Two Super Surgical Operations (カドゥケウスZ 2つの超執刀 , Kadukeusu Zetto Futatsu no Chōshittō?), es un videojuego de simulación médica, desarrollado y publicado por Atlus y distribuido por Nintendo para Wii. Es la segunda entrega de la saga de Trauma Center y llegó al mercado el 19 de noviembre de 2006 en Estados Unidos, el 2 de diciembre de 2006 en Japón, el 10 de agosto de 2007 en Europa y el 28 de agosto de 2008 en Australia.
Trauma Center: Second Opinion es una reedición de la anterior entrega, Trauma Center: Under the Knife, adaptada al control de Wii con gráficos más avanzados que en Nintendo DS. El juego sigue la trama del primer juego, añadiendo en esta ocasión nuevos procedimientos quirúrgicos como tratamiento de fracturas óseas y trasplantes de órganos.

## Historia
Hasta el capítulo 5 de las misiones son las mismas a las de DS, sin embargo, en el capítulo 6 de Wii se asume que la versión de DS ya ha tenido lugar. Mientras la historia progresa, las misiones de Naomi se desbloquean. Durante sus misiones, se revela que ella ha estado trabajando para Delphi, que Delphi sabía de su habilidad y la estaba usando para sus propios propósitos. Naomi sigue sin saber las circunstancias de Delphi hasta que ataca en una epidemia, que pone la operación de Delphi en riesgo cuando ella insiste en operar un reportero herido después de que un el carro en que Naomi y Delphi le atropellara. Justo después de que Caduceus encontrara el cuartel, Naomi escapa con una muestra de GUILT, que ella planea usar como un chip de negociación.
Después de que la misiones del capítulo 5 son desbloqueadas, la historia toma lugar en Caduceus Europa, donde Derek y Angie son invitados a proveer asistencia y el Dr. Hoffman ha venido a atender una conferencia secreta.
Ahí Derek conoce a Naomi por primera vez, que usa su nombre original "Dr. Kimishima" que acepta amnistría en Europa, al lado de otro médico llamado Owen. El Dr Miller le dice a Derek acerca de las células Z, que son el fruto de su investigación en GUILT, con el fin de encontrar una forma de usarlas para ayudar a las personas.
Después, Derek elimina una forma más violenta de Tetarti, su Corazón se infecta con una combinación de Kyriaki y Paraskevi, que deja que Naomi cure a Derek. Angie es voluntaria de asistir en la operación, pero en algunos momentos ella era incapaz de ver a Derek en la condición que estaba, llorando y saltando a severas conclusiones. Naomi tiene éxito con la operación, para el tiempo y Angie le dice sus sentimientos verdaderos hacia Derek. Durante la conferencia donde el Dr. Owen explica como un paciente se ha recuperado de una herida, después de una inyección de células Z, Naomi expresa sus dudas, alegando que el GUILT fue creado para matar personas, y probablemente nunca se creó para salvarlas. Luego después de que el paciente sufre una herida, que hace que su sangre se disperse por todo el salón de conferencias haciendo que todos los asistentes se infecten con varios tipos de GUILT.
Después que Derek y Naomi tratan todos los asistentes infectados. El Dr. Owen trata de escapar y revela que él ha estado trabajando para Delphi. El Dr Miller ordena que sea despojado de su cargo y que se lo lleven. Los médicos le dicen a Miller que hay un problema en el laboratorio donde está Adam. Mientras tanto en el laboratorio, Derek aprende que las células Z, fueron tomadas por el mismo Adam, y que Hoffman se infectó con un tipo de GUILT(Savato) que es una versión más agresiva de Savato. En la misión final del juego, Derek y Naomi trabajan juntos para erradicar el Savato y salvar la vida de Hoffman.
Más tarde, Caduceus Internacional propone un tratado para manejar la investigación de GUILT, que es rápidamente verificada. A Derek y Angie, se les asigna una misión a Afganistán. Pero no más es revelado en el juego principal, Tyler Chase hablando con Leslie Sears y Stephen Clarks, reclamando que Derek y Angie se merecen unas vacaciones largas porque últimamente ellos no tienen mucho tiempo para pasar juntos solos. Naomi revela que no puede irse de Europa, sin aceptar cargos criminales por su trabajo con Delphi, y parte con Derek.
Una serie de niveles especiales se pueden jugar, donde cualquiera de los dos está operando a Adam, el líder de Delphi, removiendo los últimos tipos de GUILT sobrevivientes, para acabar el virus para siempre.

## Juego
Lo básico del juego Trauma Center: Second Opinion es el mismo al original juego de DS. Pero hay algunas misiones agregadas hacia el final del juego. 
La mayoría de las herramientas son usadas con el Wii Remote mientras que el Nuchuk permite a los jugadores a cambiar rápidamente entre los instrumentos. Así teniendo todos los instrumentos del original, el jugador también puede hacer uso de unas pocos instrumentos situacionales. Algunos instrumentos se les añadieron funcionalidad del juego pasado. Otra de la nueva funcionalidad, el objetivo principal es igual a la versión de DS. El objetivo es tratar cualquier cosa que esté mal del paciente en el tiempo asignado, sin que las vitales del paciente lleguen a 0. Hay acceso a una variedad de instrumentos, incluyendo bisturí, drenaje, suturas, láser, máquina de ultrasonido, fórceps, aguja (que es usada para inyectar estabilizador, también otros líquidos necesarios) y gel antibiótico.

### Toque Curativo
El toque curativo es una habilidad que sólo la tienen seleccionados doctores. Sólo se puede usar una vez por operación y requiere concentración mental. Es usada de modo que en la mente del cirujano, puede hacer cosas superhumanas que de lo contrario son imposibles. Éste detiene el tiempo, haciendo que el cirujano trabaje con más rapidez y precisión.

### Instrumentos Nuevos
- Desfibrilador: Usado cuando un paciente entra en paro cardíaco. Sustituye el proceso de aplicar gel antibiótico al corazón y luego masajearlo usado en Trauma Center: Under the Knife (DS).

- Linterna: Usada para iluminar zonas oscuras, aunque solo cubre un área limitada. Aparece con la cámara Flash en sólo un nivel.

- Cámara Flash: Muestra en pantalla el área de superficie por unos breves segundos después de una breve espera. Tiene que ser de nuevo usada cuando la luz se desvanece. Junto con la linterna, sólo aparecen en un nivel.

### GUILT
(Gangliated Utrophin Inmuno Latency Toxic), son un grupo de parásitos hechos por el hombre para infectar a la población. Hay siete tipos de este, en el juego, cada uno representando un día de la semana griego.
- Kyriaki (Domingo) = Un parásito con forma de flecha, que se oculta en los órganos de las personas, e intenta dañar los órganos creando laceraciones en ellos.
- Deftera (Lunes) = Un tumor en movimiento que ataca en parejas y trata de matar a los pacientes, con la creación de tumores que succionan proteínas
- Triti (Martes) = Una membrana de masa, con espinas a cada esquina. Lentamente va calcificando al órgano, como se quitan las piezas de la membrana, difundirán según la colocación de las espinas.
- Tetarti (Miércoles) = Parásitos que vienen en 3 tipos. Crea gases venenosos y los difunde a los órganos. Crea divertículos en los órganos.
- Pempti (Jueves) = Un parásito en forma de núcleo que genera una membrana gelatinosa en los pulmones o los intestinos. Es inmune al ataque físico. Va a reaccionar defensivamente creando pequeños núcleos que van a causar laceraciones, absorber nutrientes o crear tumores.
- Paraskevi (Viernes) = Un GUILT fibroso, que tratará de entrar al corazón de la víctima. Si llegase a entrar, instantáneamente la persona muere. Si se intenta cortarlo en pedazos más pequeños, causará laceraciones.
- Savato (Sábado) = Un parásito que genera una telaraña alrededor del corazón para robar la energía del mismo y así poder sostenerse. Provoca laceraciones que generan mini-savato, que se intentan combinar en un solo savato para causar daños vitales. Se mueve extremadamente rápido, requiriendo al médico usar su toque curativo para detener el tiempo y así erradicarlo.

### Secuencia del Juego
En su mayor parte, los niveles de S.O. son los mismos, que si fueren de UTK, hay una sección de historia antes de la operación, como la operación en sí misma. Sin embargo, al completar cada capítulo en el juego del Dr. Stiles, desbloquea un capítulo de la Dra. Weaver, que se refiere como Z - 1, Z- 2, así hasta el Z - 5. El sexto capítulo solo se vuelve disponible después de completar las historias de Stiles y Weaver.
Después de completar la sección seis, la misión X-1 se hace disponible para ambos doctores. Las misiones X son de un nivel "super difícil", cuando las misión X - 1, es completada con cualquier doctor, la misión X-2 es desbloqueada, así hasta misión X - 7, el último nivel del juego. Cada misión es de una versión extremadamente difícil de cada tipo de GUILT. Cada tipo va aparecindo en las misiones, como fue el orden en la historia. En la misión X - 1, aparece el Kyriaki porque fue el primer tipo de GUILT en ser descubierto. ( X - 1, Kyriaki, X - 2, Deftera, X - 3, Triti, X - 4, Tetarti X - 5, Pempti X - 6, Paraskevi, X - 7 Savato).

## Recepción
Las críticas fueron favorables, al punto que el juego recibiera una puntuación de 80 en Metacritic con 40 análisis positivos, 8 mixtos y sólo 1 negativo. Además, el mismo sitio lo condecoró como el 3er juego con mejor puntaje de la Wii en 2006, sólo superado por The Legend of Zelda: Twilight Princess y Madden NFL 07.
GameSpot y IGN, ambos le dieron al juego un 8 /10. Criticismos menores incluyeron la falta de aspecto 16:9